# David Douglas (roer)
David G.A. Douglas (født 11. september 1942 i Melbourne) er en australsk tidligere roer.
Douglas var en del af den australske otter, der vandt sølv ved OL 1968 i Mexico City, Mexico. Australierne fik sølv efter en finale, hvor Vesttyskland sikrede sig guldmedaljerne, mens Sovjetunionen vandt bronze. Den øvrige besætning i den australske båd var Alf Duval, Michael Morgan, Peter Dickson, Joe Fazio, John Ranch, Gary Pearce, Bob Shirlaw og styrmand Alan Grover.
Han er far til Gina Douglas, der er roer som sin far og har deltaget i to olympiske lege.

## OL-medaljer
- 1968:  Sølv i otter